# Carrie Snodgress
Caroline Louise Snodgress (* 27. Oktober 1945 in Park Ridge, Illinois; † 1. April 2004 in Los Angeles, Kalifornien) war eine US-amerikanische Schauspielerin.

## Leben
Snodgress erhielt 1971 eine Oscar-Nominierung und zwei Golden Globes für ihre Rolle in dem Film Tagebuch eines Ehebruchs (Diary of a Mad Housewife) als beste Darstellerin und als vielversprechendstes Talent.

### Beziehung mit Neil Young
Anfang des Jahres 1971 begann Carrie Snodgress eine Liebesbeziehung mit Neil Young. Der kanadische Musiker, der damals mit Rückenschmerzen in einem Krankenhausbett im Chateau Marmont Hotel lag, hatte ein Foto von ihr in einer Zeitschrift entdeckt und sich ihre Telefonnummer besorgt. Snodgress besuchte den Musiker daraufhin am Krankenbett. Neil Young, der gerade an seinem Album Harvest arbeitete, schrieb für sie unter anderem das Lied A Man Needs a Maid („I fell in love with the actress, she was playin' a part that I could understand“). Im Frühling zog Snodgress zu Young auf die Broken Arrow Ranch und die beiden wurden ein Paar. Am 8. September 1972 kam ihr gemeinsamer Sohn Zeke Young mit infantiler Zerebralparese zur Welt. Im Jahr 1974 trennte sich das Paar und teilte sich das Sorgerecht.
Im Verlauf der Jahre 1973 bis 1975 nahm Young mehrere Lieder auf, die sich mit der Beziehung zu Snodgress beschäftigten und die zum Teil (wie das Album Homegrown von 1975) unveröffentlicht blieben. Dazu gehören Homefires („young lovers who live separate lives“), Pardon My Heart, Separate Ways und Vacancy. Der Titel Motion Pictures vom 1974er Album On the Beach, der die zunehmende Entfremdung thematisiert, trägt die beigefügte Widmung „For Carrie“.

### Comeback
Snodgress ging im Anschluss eine Beziehung mit dem Musiker und Filmkomponisten Jack Nitzsche ein, der zu dieser Zeit für Neil Young tätig gewesen war. 1978 startete sie ein Comeback, konnte jedoch nicht mehr an den frühen Erfolg anknüpfen. Im Jahr 1979 wurde Nitzsche verhaftet, weil er am 29. Juni in das Haus von Snodgress eingedrungen war und sie mit einer Waffe bedroht hatte. Snodgress, die bereits getrennt lebte, erlitt Knochenbrüche, Prellungen und Schnittwunden. Im Jahr 1983 verklagte sie Young auf Unterhalt für den inzwischen elfjährigen Zeke. Der Musiker erklärte sich zur monatlichen Zahlung von 10.000 US-Dollar bereit und versprach bis zu 300.000 US-Dollar für ein Haus für die beiden.
Snodgress spielte Theater und drehte zahlreiche Filme für Kino und Fernsehen. In ihrem letzten Film Alice Paul – Der Weg ins Licht (Iron Jawed Angels) von Regisseurin Katja von Garnier, in dem es um die Erkämpfung des Frauenwahlrechts Anfang des 20. Jahrhunderts in den USA geht, spielte Snodgress die Mutter von Alice Paul, dargestellt von Hilary Swank. Carrie Snodgress starb an Herzversagen, während sie in einem Krankenhaus in Los Angeles auf eine Lebertransplantation wartete.

## Filmografie (Auswahl)
- 1970: Tagebuch eines Ehebruchs (Diary of a Mad Housewife)
- 1978: Teufelskreis Alpha (The Fury)
- 1982: Hausaufgaben (Homework)
- 1984: Ein Engel auf Erden (Highway to Heaven, Fernsehserie 1984–1989), Folge 3 – Ich wünsch mir einen blauen Mond (To Touch the Moon)
- 1985: Pale Rider – Der namenlose Reiter (Pale Rider)
- 1986: Murphys Gesetz (Murphy’s Law)
- 1988: Blueberry Hill
- 1986, 1993: Mord ist ihr Hobby (Murder, She Wrote, Fernsehserie, 2 Folgen)
- 1990: Rivalen (Across the Tracks), als DVD auch unter dem Titel Road to Hell – Von Rache getrieben
- 1992: Schuld kennt kein Vergessen (Woman with a Past)
- 1993: Little Jo – Eine Frau unter Wölfen (The Ballad of Little Jo)
- 1993: Akte X – Die unheimlichen Fälle des FBI 'Signale', St.1/Ep.4
- 1994: Operation Blue Sky (Blue Sky)
- 1998: Wild Things
- 1998: Ein Hauch von Himmel (Folge 5x01)
- 2000: Ed Gein – The Wisconsin Serial Killer
- 2001: Bartleby
- 2001: The Forsaken – Die Nacht ist gierig (The Forsaken)
- 2004: Alice Paul – Der Weg ins Licht (Iron Jawed Angels)

## Auszeichnungen
- 1971: Oscar-Nominierung als Beste Hauptdarstellerin für Tagebuch eines Ehebruchs (Diary of a Mad Housewife)
- 1971: Golden Globe Award als Beste Hauptdarstellerin in einem Musical/Komödie für Tagebuch eines Ehebruchs (Diary of a Mad Housewife)
- 1971: Golden Globe Award als vielversprechendstes Talent für Tagebuch eines Ehebruchs (Diary of a Mad Housewife)
- 1971: Laurel Award als vielversprechendstes Talent für Tagebuch eines Ehebruchs (Diary of a Mad Housewife)
- 1971: Laurel Award als Beste Hauptdarstellerin (Drama) für Tagebuch eines Ehebruchs (Diary of a Mad Housewife)
- 1972: BAFTA-Award-Nominierung als vielversprechendstes Talent für Tagebuch eines Ehebruchs (Diary of a Mad Housewife)
- 1984: Daytime-Emmy-Nominierung für beste Leistung in einer Kinderserie für die Episode Andrea’s Story: A Hitchhiking Tragedy.
- 2001: Fantafestival 2001: Beste Darstellerin für Ed Gein – The Wisconsin Serial Killer